# 중국 에너지 절약 투자 공사
중국 에너지 절약 투자 공사(China Energy Conservation Investment Corporation, CECIC)는 중화인민공화국 국무원 직속기관으로 중국에너지·환경보호 분야의 유일한 국가급 전문기업이다. 이 기업은 '에너지절약형, 친환경적 사회' 건설이라는 국가적 전략을 바탕으로 중국의 에너지 분야에서 가장 영향력 있는 기업이다.

## 같이 보기
- 썬텍 파워